# 营养

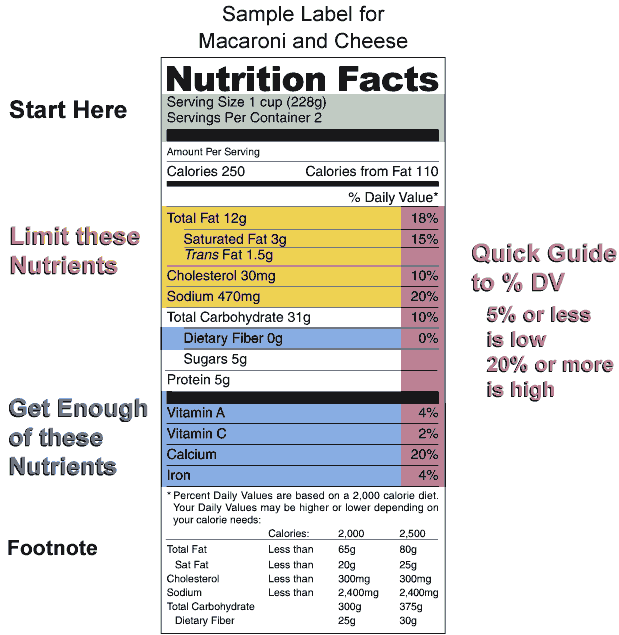
美国食品药物管理局公布的营养成分表

營養素（英語：nutrient）又称營養成分、養分、營養，指食物中包含的热量及其他有利健康的成分。營養學是解釋食物中營養素和其他物質與生物體的維持，生長，繁殖，健康和疾病相互作用的科學。人以及多數動物摄入食物以获得足够的营养素；摄取食物後，经过消化、吸收、代谢，利用食物中身体需要物质（养分或养料）以维持生命活动。通过适当的摄入营养可以免去很多疾病。
營養素可分为需求量较大的宏量营养素和需求量较小的微量营养素。其中宏量营养素包括碳水化合物、脂质、纤维素、蛋白质以及水；微量营养素包括矿物质和维生素，而維生素又可細分為脂溶性維生素與水溶性維生素兩大類。脂溶性維生素包括有：維生素A、D、E、K；水溶性維生素則包括有：維生素B1、B2、B6、B12以及菸鹼酸、葉酸、維生素C。
宏量营养素，除纤维素和水之外，主要为人体提供能量，以焦耳或者卡路里来衡量。每克碳水化合物或蛋白质提供4千卡能量，每克脂肪提供9千卡能量。其他营养素，包括纤维素、水、矿物质和维生素，不提供能量，但在机体的生理活动中具有重要的作用。

## 六大營養素

### 碳水化合物
碳水化合物，又称醣類，是多羟基醛或多羟基酮及其缩聚物和某些衍生物的总称，一般由碳、氫與氧三種元素所組成，廣布于自然界。醣類的另一個名稱为“碳水化合物”，其由來是根据生物化学家先前發現一类物质可写成经验分子式：Cn(H2O)n，其氢与氧元素的比例始终为2:1，故以为醣類是碳和水的化合物；但后来的发现证明了许多糖类并不符合上述分子式，如：鼠李醣（C6H12O5）；而有些物質符合上述分子式却不是糖类，如甲醛（CH2O）等。醣類為人體之重要的營養素，主要分成三大類：單醣、雙醣和多醣。單醣和雙醣是分子量較小的碳水化合物，因具甜味常簡稱為“糖”；例如葡萄糖和果糖是單醣，蔗糖、麥芽糖和乳糖是雙醣，五者均可作甜味劑。單醣是人體吸收的主要醣類單位；此外，還有寡糖為三碳醣~十碳醣，超過十碳醣稱為多醣。
糖类在生物体上扮演著众多的角色，像多醣可作为儲存養分的物質，如澱粉和糖原；或作为動物外骨骼和植物細胞的細胞壁，如：甲殼素和纖維素；另如五碳醛醣的核糖是構成各種輔因子的不可或缺失之物質，如ATP、FAD和NAD）也是一些遺傳物質分子的骨幹（如 DNA和 RNA）。醣類的眾多衍生物同時也與免疫系統、受精、預防疾病、血液凝固和生長等有極大的關聯。在食品科學和其他非正式的場合中，碳水化合物通常是指：富有澱粉（如五殼類、麵包或麵食）或簡單的醣類的食物（如食糖）。

### 蛋白質
蛋白质是一种由氨基酸分子组成的有机化合物。蛋白质的氨基酸序列是根据对应基因进行编码的。除了遗传密码中20种标准氨基酸。多个蛋白质可以形成稳定的蛋白质复合物并发挥某一特定的功能。酶是最常见的蛋白质，对于生物体的代谢非常重要。

### 脂质
一個典型的食用脂质分子由數個脂肪酸（包含長碳氫鏈）組成，與甘油結合。代表性的為三酸甘油脂（三個脂肪酸附到甘油上），脂肪酸可依所包含不同細微構造而被分成飽和與不飽和。飽和脂肪酸碳鏈上所有的碳都和氫原子結合，而不飽和脂肪酸有一些碳原子之間的連接是雙鍵。所以他們分子中，相對於同樣長度的飽和脂肪酸含較少氫原子。不飽和脂肪酸可以再進一步被分為單元不飽和脂肪酸（只有一個雙鍵）和多元不飽和脂肪酸（多個雙鏈）。

### 礦物質
礦物質，又稱為無機鹽及膳食礦物質，除了碳、氫、氮和氧之外，也是生物必需的化學元素之一，也是構成人體組織、維持正常的生理功能和生化代謝等生命活動的主要元素，約佔人體體重的4.4%。它們可以是巨量礦物質（需求相對比較大）或微量礦物質（需求較小）。他們可以自然地存在於食物中，或是以元素或礦物形式地被添加入食物，例如碳酸鈣或氯化鈉；有部分添加物為自然來源，例如牡蠣殼。有時礦物質會被加入食物以外的飲食裡，因為維生素和礦物質補充，和在食土病裡，稱為「異食癖」或「食土症」。
適當地吸取一定程度的每種食用礦物質是有必要持續去維持身體的健康。而過量吸取食用礦物質可能會導致直接或間接的病症，歸咎於身體裡礦物質程度之間的競爭特性。例如，大量的鋅並不有害於它自己，但卻會導致銅的不足（除非補償，按照老年眼疾研究計劃裡指出）。有媒體報導稱，物體接觸礦物質含量過高的井水後，會在物體表面形成薄膜，經長時間暴曬，薄膜會變成堅硬的外殼，即「石化」。
不同地理學地區的土壤含有不同數量的礦物質。

### 維生素
維生素是生物體所需要的微量營養成分，而一般又無法由生物體自己生產，需要通過飲食等手段獲得。
維生素不能像醣類、蛋白質及脂肪那樣可以產生能量，組成細胞，但是它們對生物體的新陳代謝起調節作用。缺乏維生素會導致嚴重的健康問題；適量攝取維生素可以保持身體強壯健康；過量攝取維生素卻會導致中毒。
維生素分為兩種，水溶性維生素和脂溶性維生素。「水溶性維生素」易溶於水而不易溶於非極性有機溶劑，吸收後體內貯存很少，過量的多從尿中排出，且容易在烹調中遇熱破壞；「脂溶性維生素」易溶於非極性有機溶劑，而不易溶於水，可隨脂肪為人體吸收並在體內儲積，排泄率不高。每一種維生素通常會產生多種反應，因此大多數維生素都有多種功能。
人體一共需要13種維生素，其中包括4種脂溶性維生素（維生素A，D，E，K）和9種水溶性維生素（8種維生素B，維生素C）。

### 水
水有利於部分生物化學反應的進行，如動物的消化作用及植物的光合作用。在生物體內還起到運輸及溶解物質的作用，如血液中的血漿絕大部分都是水，有助於體內傳輸營養及氧。由於水可以透過蒸發而降低溫度，因此水對於維持生物體溫度的穩定起很大作用，如動物的汗液及植物的蒸騰作用。

## 常見營養指標
當前常見的營養指標包括美國國家醫藥局（英語：Institute of Medicine）制訂的「膳食營養素參考攝取量（英語：Dietary Reference Intakes，DRIs）」；這套指標包括以下數項：
- 每日营养建议摄入量（英語：recommended daily allowance，RDA）；
- 平均需要量（英語：estimated average requirements，EAR）；
- 适宜摄入量（英語：adequate intake，AI）[6]；
- 可耐受最高摄入量（英語：tolerable upper intake levels，UL）。